# Pseudo-Phocylide
Ne doit pas être confondu avec Phocylide de Milet.
Le Pseudo-Phocylide est un poète probablement juif de langue grecque, auteur d'un long poème de maximes rédigé entre 50 av. J.-C. et 50 ap. J.-C. qu'il attribue à Phocylide de Milet, un poète grec du milieu du Ve siècle av. J.-C.

## Le pseudonyme Phocylide
Dans l'Antiquité tardive on aimait bien utiliser pour les œuvres pseudépigraphes le nom de personnes célèbres des anciens temps. Pour le choix du nom de Phocylide on peut trouver des raisons évidentes. On devinait tout de suite que ce poème était une collection de paroles de sagesse utiles dans la vie de tous les jours, car Phocylide était justement connu pour en avoir écrit. Et l'ouvrage recevait le halo des jours anciens et vénérés puisque Phocylide avait été le contemporain de Théognis, lui aussi célèbre, et n'avait vécu qu'une bonne centaine d'années après Homère et Hésiode.
L'auteur du pseudo-Phocylide a utilisé deux moyens pour camoufler son pseudonymat. D'abord Phocylide avait signé Pde son nom ses maximes, dont nous ne possédons que 15 ou 16, en écrivant au début : Également ceci de Phocylide... (Και τόδε Φωκυλιδεω). De la même façon le plagiaire, en se montrant un peu plus emphatique, a commencé ainsi son poème: Ces conseils... sont dus à Phocylide, le plus sage des hommes. Ensuite le deuxième moyen, encore plus important, a été l'emploi d'une langue archaïsante. Comme Phocylide, il a écrit en hexamètres et dans le dialecte ionien, que savaient et reconnaissaient tous ceux qui s'étaient frottés à l'Iliade et à l'Odyssée.
C'est bien pendant 1500 ans qu'on a cru à cette présentation factice du début du poème. Encore au XVIe siècle, il a été souvent réimprimé et considéré comme une lecture scolaire respectable du fait de son ancienneté, et en même temps agréable et d'une parfaite moralité. En 1607 seulement Joseph Scaliger, un érudit, a remarqué la différence de langue par rapport aux mots courts de Phocylide. Les allusions à la Bible dans le texte lui firent conclure  que l'auteur devait être un juif ou un chrétien. D'un seul coup le monde savant perdit tout intérêt pour ce poème.

## Une nouvelle approche
En 1856 un juif orthodoxe spécialisé dans la philologie classique, Jacob Bernays, ressuscita l’intérêt pour ce poème en lui consacrant un article savant qui reste encore valable de nos jours. Il a montré que son berceau spirituel se situait dans le judaïsme hellénistique et a étudié de façon fouillée les parties bibliques et juives du poème. Dans les (nombreuses) études et les (rares) commentaires publiés depuis, la théorie de l'auteur juif s'est de plus en plus imposée. Il n'est plus possible aujourd'hui de la négliger pour quiconque s'occupe de la sagesse juive hellénistique et de la relation entre l'éducation ancienne chez les Juifs et chez les Grecs et l'instruction ultérieure chez les Juifs.

## Texte et particularité
La tradition manuscrite du poème comprend probablement 219 vers originaux (vers, c'est-à-dire lignes), qui avec les additions ultérieures et les doublons sont numérotés de 1 à 230.

## Le caractère littéraire
Le poème s'adresse à des hommes d'âge moyen, possédant un certain niveau d'instruction. Il est possible qu'il ait été conçu pour s'adresser à la jeunesse, mais ce sont des devoirs d'adultes qu'il lui met sous les yeux.

« Ne pas faire confiance au peuple. La masse est changeante comme le vent (v. 95) »

Contrairement aux autres poèmes de sagesse, en particulier la sagesse spéculative, le poème est dominé par une façon de parler en maximes, qui comportent un grand nombre d'impératifs avec des indicatifs pour les fonder.

« Ne te casse pas la tête pour des malheurs qui ne font que passer.
Jamais on ne peut faire que ce qui est arrivé ne soit pas arrivé (v. 55-56) »